# Hydriomena manzanita
Hydriomena manzanita är en fjärilsart som beskrevs av Taylor 1906. Hydriomena manzanita ingår i släktet Hydriomena och familjen mätare. Inga underarter finns listade i Catalogue of Life.